# Stefan Laggner
Stefan Laggner (* 17. September 1958) ist ein ehemaliger österreichischer Gewichtheber.
Er erreichte bei den Olympischen Spielen 1984 im Superschwergewicht den vierten Platz. Bei der anschließenden Dopingkontrolle wurde er aber positiv auf Nandrolon getestet und disqualifiziert. Bei den Europameisterschaften 1988 kam er auf den fünften Platz. Vor den Olympischen Spielen 1988 gab er jedoch erneut eine positive Dopingprobe ab. 1991 und 1992 nahm er nochmal an den Europameisterschaften teil, wo er den dreizehnten und neunten Platz belegte.